# Верхне-Яицкая линия
Верхне́-Яи́цкая линия или же Верхне-Яицкое казачье войско. Являлось неофициальным самостоятельным казачьим образованием — линия от Крепости Верхне-Яицкой до крепости Чернореченской, на расстоянии 670 вёрст получила официальное название с 1743 г., она являлась территорией расселения Исетских казаков на реке Урал с 1690 г. которое послужило формированию Оренбургского казачьего войска, в наше время потомки оренбургских казаков используют так же и старое самоназвание «Верхне-Яикцы/Верхне-Уральцы» как и казаки XX в..

## Верхне-Яицкие казаки
Исетские казаки не всегда жили на одном и том же месте, а часто переходили с одних мест на другие особо не спрашивая чьего либо разрешения. В этом случае они поступали с общего согласия.
- Прежде чем уходить на другое место, по созыву атамана, собирался казацкий круг. По собрании круга, атаман, как представитель общины, снимал шапку и обратившись к кругу, начинал объяснять дело так: "нам, казакам жить на этом месте не пригоже, потому что большое многолюдство здесь настало. Потребно идти вверх по реке за рубеж, где мы можем поселиться отдельными куренями, поближе к Башкирии, куда мы станем почаще ездить. И теперь у нас есть там не мало хороших. И теперь у нас есть там не мало хороших приятелей, заведём и больше. Станем у них выменивать бортовой мёд, щипать хмель, да возить эти товары в Катайский и Исетский остроги. А может быть удастся захватить хорошие рыбные озёра: вот тогда будем жить да поживать — и помирать не надо! После этого атаман обращался к кругу с вопросом: «гоже-ли нам казакам, оставаться на этом месте или не гоже?» В кругу поднимались руки вверх и казаки, сняв шапки, отвечали: «Не гоже нам здесь жить, идём за рубеж к башкирцам!».[1]

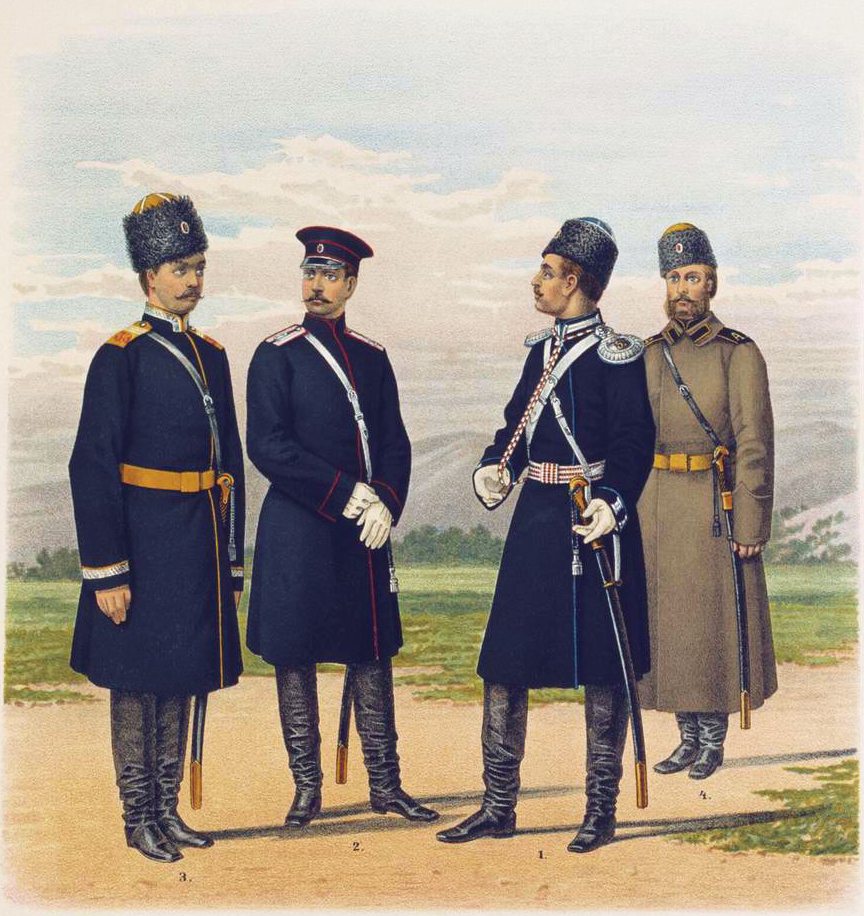
Казачьи Войска. 1 и 2) Обер-Офицеры: Оренбургского и Семиреченского войска, 3) Урядник Забайкальского войска и 4) Рядовой Амурского войска. 1892 г.

К 1736 году Исетское казачье войско получает официальное организационное оформление и по Высочайшему указу 11 февраля 1736 года В. Н. Татищев образовал из исетских казаков Особое войско и дал ему временный штат. Крепость Челябинская стала постоянным местом пребывания войсковой администрации Исетского казачьего войска. Она состояла из войскового атамана, есаула, писаря, войсковой старшины (8 человек) и войсковой избы (канцелярии). С этого момента официальные власти стали назначать наказных атаманов, однако всем казакам, привыкшим жить вне службы, а также недовольных правительством, это было не по душе. В связи с этим большая масса казаков, в том числе и переселенцев с Нижнего Дона, Донца и Днепра, не приняла новых порядков и в последующем, в официальных документах, их уже стали записывать «вольными крестьянами». И хотя организация жизни и деятельность их была совершенно казачья, по официальным документам они казаками не являлись
, что не мешало жить по своему. Что тоже способствовало их переселению на реку Яик, где им дали старый статус.
Таким образом, до образования Оренбургского войска в 1748 году, уже существовали разъезды яицких казаков двигались в верх по Яику, а затем по Сакмаре. На месте Сакмарской станицы яицкие казаки с атаманом Василием Араповым встретились с исетскими казаками атамана Горелова, которые тут уже давно обосновались от Миаса до притока Яика, реки Сакмара, Верхне-яицкое казачье войско существовало в качестве вольницы. В 1748 году, по проекту Неплюева, Исетские казаки вошли в состав Оренбургского корпуса, населив крепости Челябинскую, Миасскую, Чебоксарскую и другие. Часть казаков служила без жалованья, поэтому казаки делились на жалованных, маложалованных и безжалованных. К последней категории принадлежали и исетские казаки, которые командировались на внешнюю службу только в случае крайней необходимости и только в этом случае получали жалованье, содержать же себя должны были земельными угодьями, отводившимися им одновременно с устройством крепостей и редутов, в которых они размещались. В связи с этим от Миаса до Среднего-Яика казачье население состояло из исетцев, после образования Новолинейного района его заселили местные верхне-уральские(исетские) и донские казаки коим довались — «Дело о переселении казаков на Новую линию».